# Afrocanthium gilfillanii
Afrocanthium gilfillanii là một loài thực vật có hoa trong họ Thiến thảo. Loài này được (N.E.Br.) Lantz mô tả khoa học đầu tiên năm 2004.

## Hình ảnh

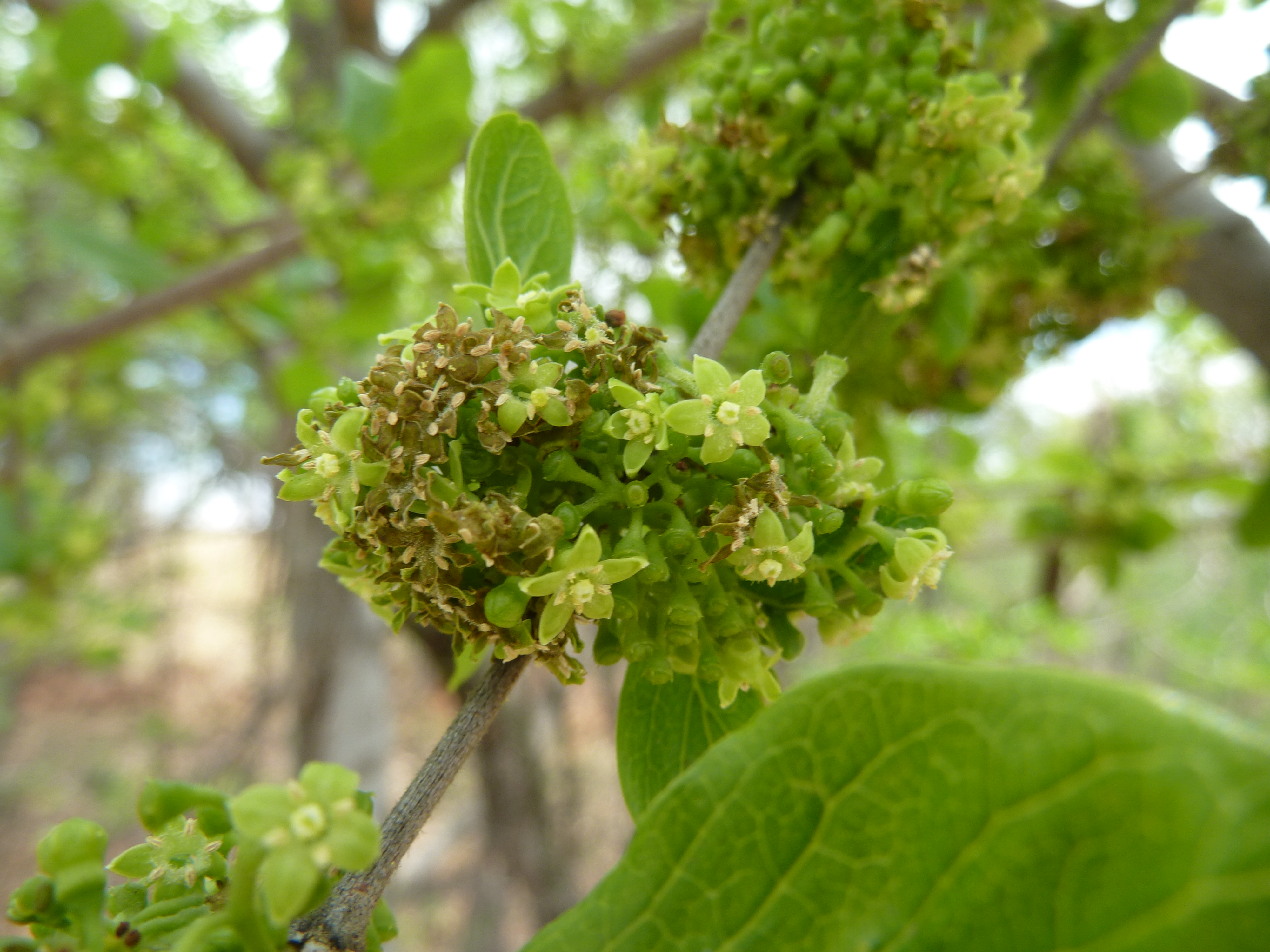
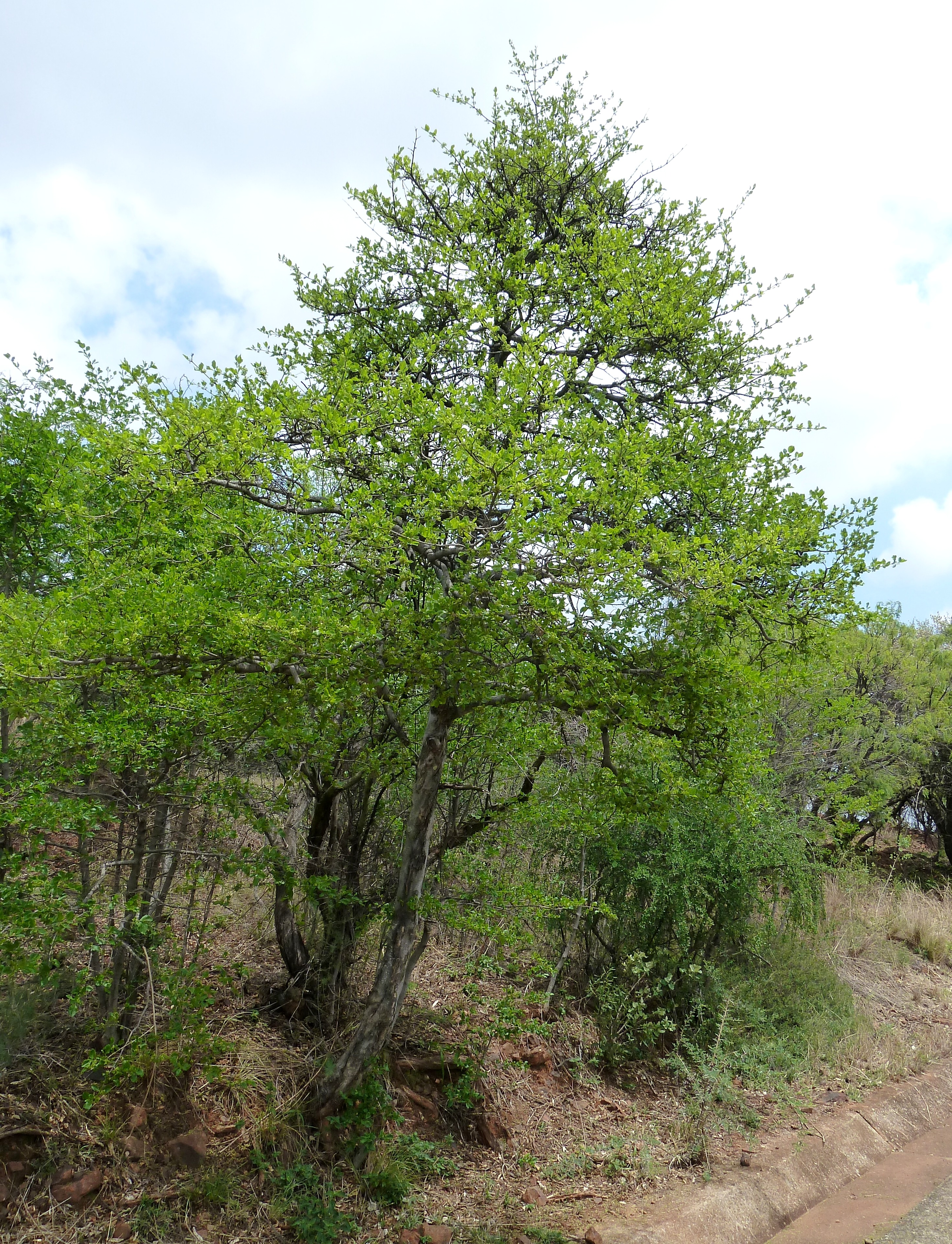
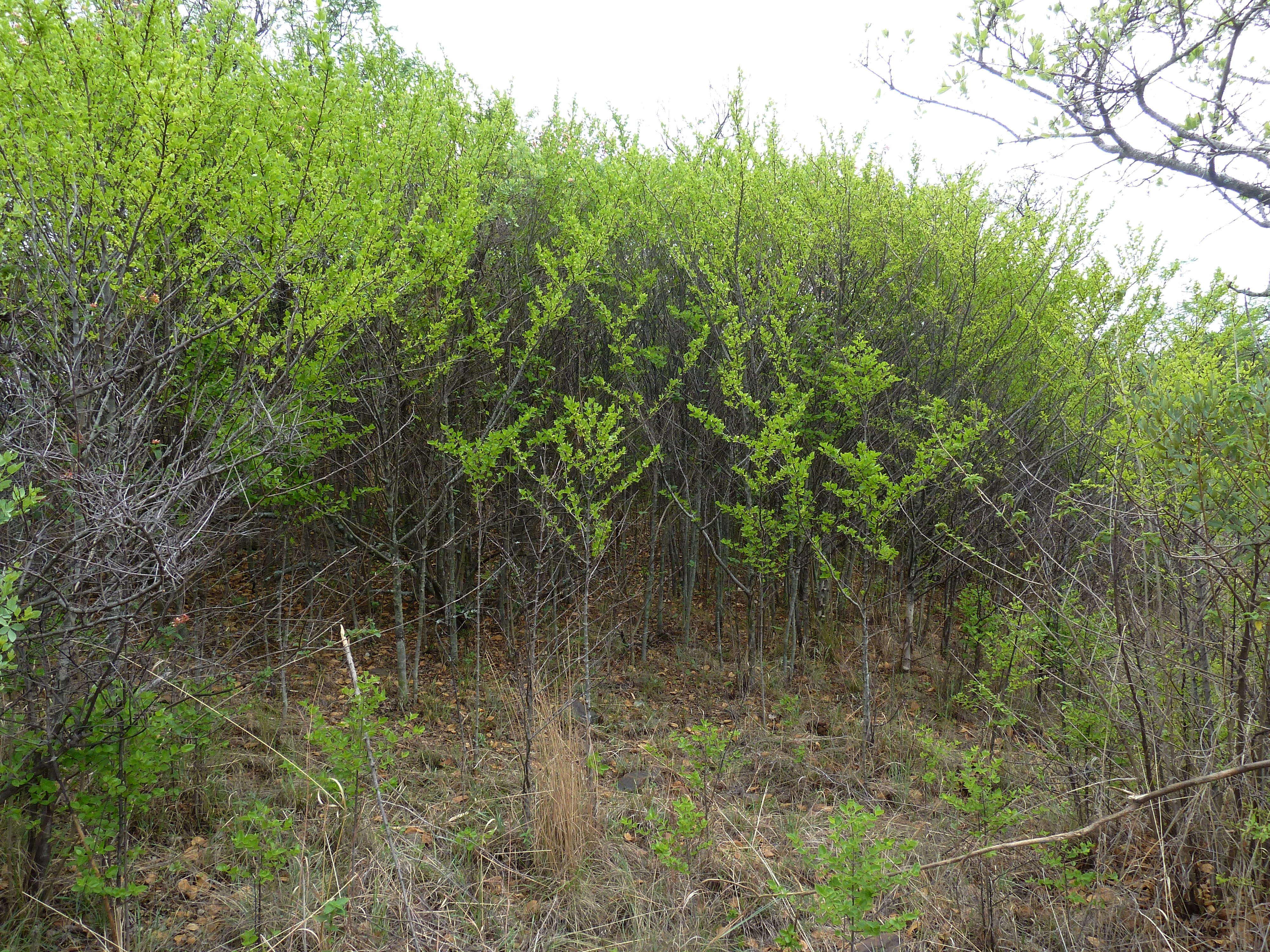
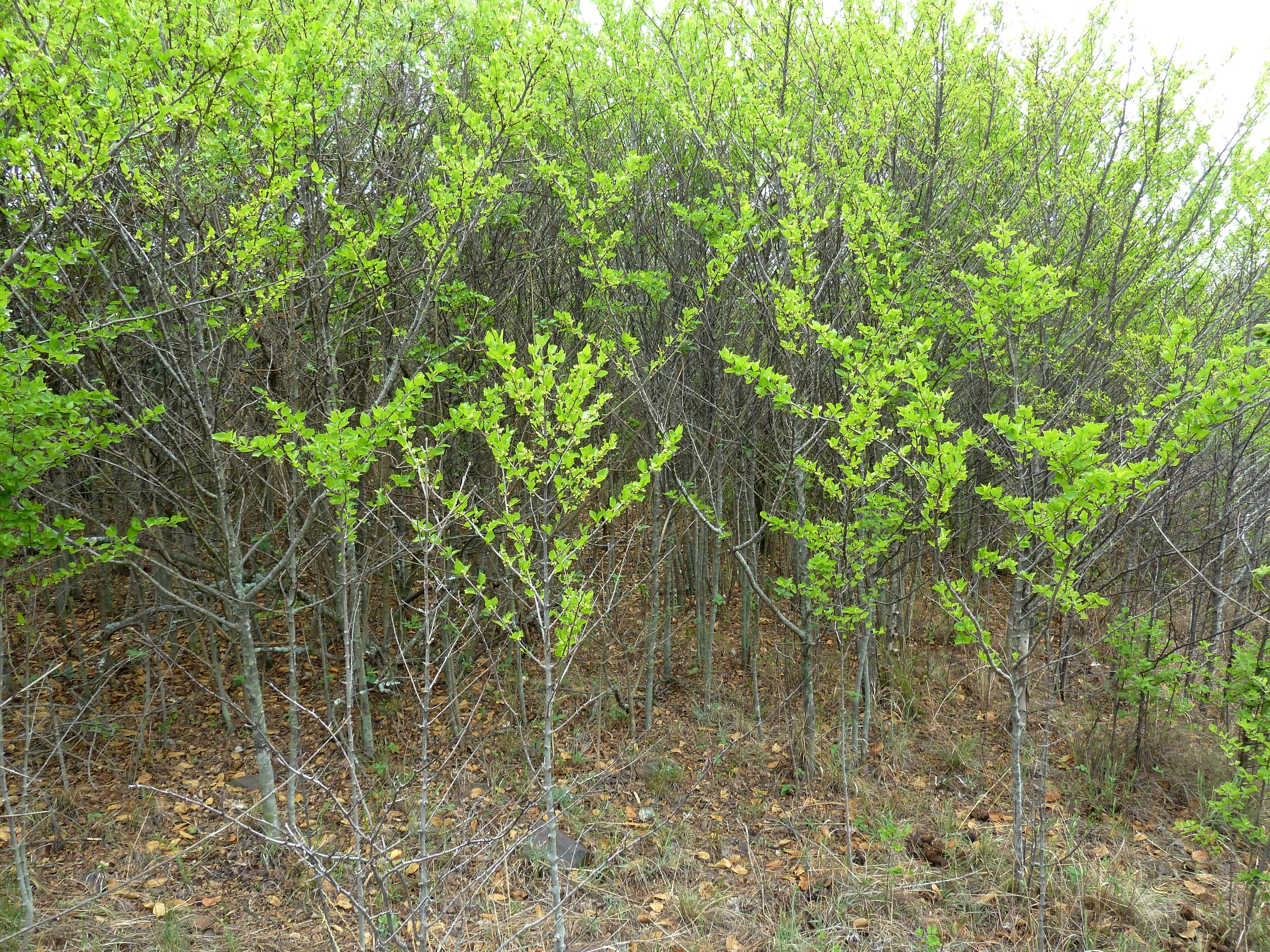